# Rebellion 2002
Rebellion 2002 è stata la quarta ed ultima edizione dell'omonimo pay-per-view, prodotto dalla World Wrestling Entertainment. L'evento, appartenente al roster di SmackDown, si è svolto il 26 ottobre 2002 alla Manchester Arena di Manchester.

## Storyline
Nella puntata di SmackDown del 24 ottobre la General Manager Stephanie McMahon annunciò che, a Rebellion, Edge avrebbe affrontato Brock Lesnar e il suo manager Paul Heyman in un 2-on-1 Handicap match con in palio il WWE Championship detenuto da Lesnar.
Il 20 ottobre, a No Mercy, Kurt Angle e Chris Benoit sconfissero Edge e Rey Mysterio, conquistando così il nuovo WWE Tag Team Championship per la prima volta. Nella puntata di SmackDown del 24 ottobre, dopo che avevano avuto un confronto nel backstage dell'arena, fu sancito un match per il WWE Tag Team Championship tra i campioni Angle e Benoit e i Los Guerreros (Eddie Guerrero e Chavo Guerrero) per Rebellion.
Il 22 settembre, a Unforgiven, Matt Hardy interferì durante l'incontro per il WWE Championship tra The Undertaker e il campione Brock Lesnar per aiutare quest'ultimo. Nella puntata di SmackDown del 26 settembre The Undertaker sconfisse Hardy, mentre, la settimana successiva, Hardy ebbe la meglio sullo stesso The Undertaker in un Falls Count Anywhere match grazie all'aiuto di Lesnar. Un match tra Hardy e The Undertaker fu poi annunciato per Rebellion. Dopo che Big Show aveva brutalmente attaccato The Undertaker nella puntata di SmackDown del 24 ottobre, rendendolo impossibilitato a combattere, Booker T (appartenente al roster di Raw) sostituì quest'ultimo nel match di Rebellion contro Hardy.
A No Mercy, Jamie Noble difese con successo il Cruiserweight Championship contro Tajiri grazie all'aiuto di Nidia. Un rematch tra i due con in palio il titolo fu quindi sancito per Rebellion. Nella puntata di SmackDown del 24 ottobre Rey Mysterio venne aggiunto all'incontro di Rebellion tra Noble e Tajiri, trasformandolo in un Triple Threat Elimination match per il Cruiserweight Championship.
Per Rebellion vennero annunciati altri quattro incontri: nel primo Billy Kidman e Torrie Wilson avrebbero affrontato John Cena e Dawn Marie in un Mixed Tag Team match; nel secondo Funaki se la sarebbe vista con Crash; nel terzo Reverend D-Von e Ron Simmons avrebbero affrontato Chuck Palumbo e The Big Valbowski (quest'ultimo come sostituto di Billy Gunn) e nell'ultimo Albert e Rikishi si sarebbero affrontati in un Kiss My Ass match.

## Risultati
| #    | Incontri                                                                   | Stipulazioni                                                          | Durata |
| ---- | -------------------------------------------------------------------------- | --------------------------------------------------------------------- | ------ |
| Dark | Bill DeMott ha sconfitto Shannon Moore                                     | Single match                                                          | 08:26  |
| 1    | Booker T ha sconfitto Matt Hardy                                           | Single match                                                          | 12:01  |
| 2    | Billy Kidman e Torrie Wilson hanno sconfitto John Cena e Dawn Marie        | Mixed tag team match                                                  | 05:24  |
| 3    | Funaki ha sconfitto Crash                                                  | Single match                                                          | 05:37  |
| 4    | Jamie Noble (c) (con Nidia) ha sconfitto Rey Mysterio e Tajiri             | Triple threat elimination match per il WWE Cruiserweight Championship | 12:47  |
| 5    | Reverend D-Von e Ron Simmons hanno sconfitto Big Valbowski e Chuck Palumbo | Tag team match                                                        | 04:09  |
| 6    | Rikishi ha sconfitto Albert                                                | Kiss my ass match                                                     | 07:17  |
| 7    | Chris Benoit e Kurt Angle (c) hanno sconfitto Los Guerreros                | Tag team match per il WWE Tag Team Championship                       | 16:36  |
| 8    | Brock Lesnar (c) e Paul Heyman hanno sconfitto Edge                        | Two-on-one handicap match per il WWE Championship                     | 18:50  |